# 8303 Miyaji
8303 Miyaji este un asteroid din centura principală de asteroizi.

## Descriere
8303 Miyaji este un asteroid din centura principală de asteroizi. A fost descoperit pe 9 februarie 1995 la Ōizumi de Takao Kobayashi. El prezintă o orbită caracterizată de o semiaxă mare de 2,21 ua, o excentricitate de 0,07 și o înclinație de 3,2° în raport cu ecliptica.